# Ursula Egner

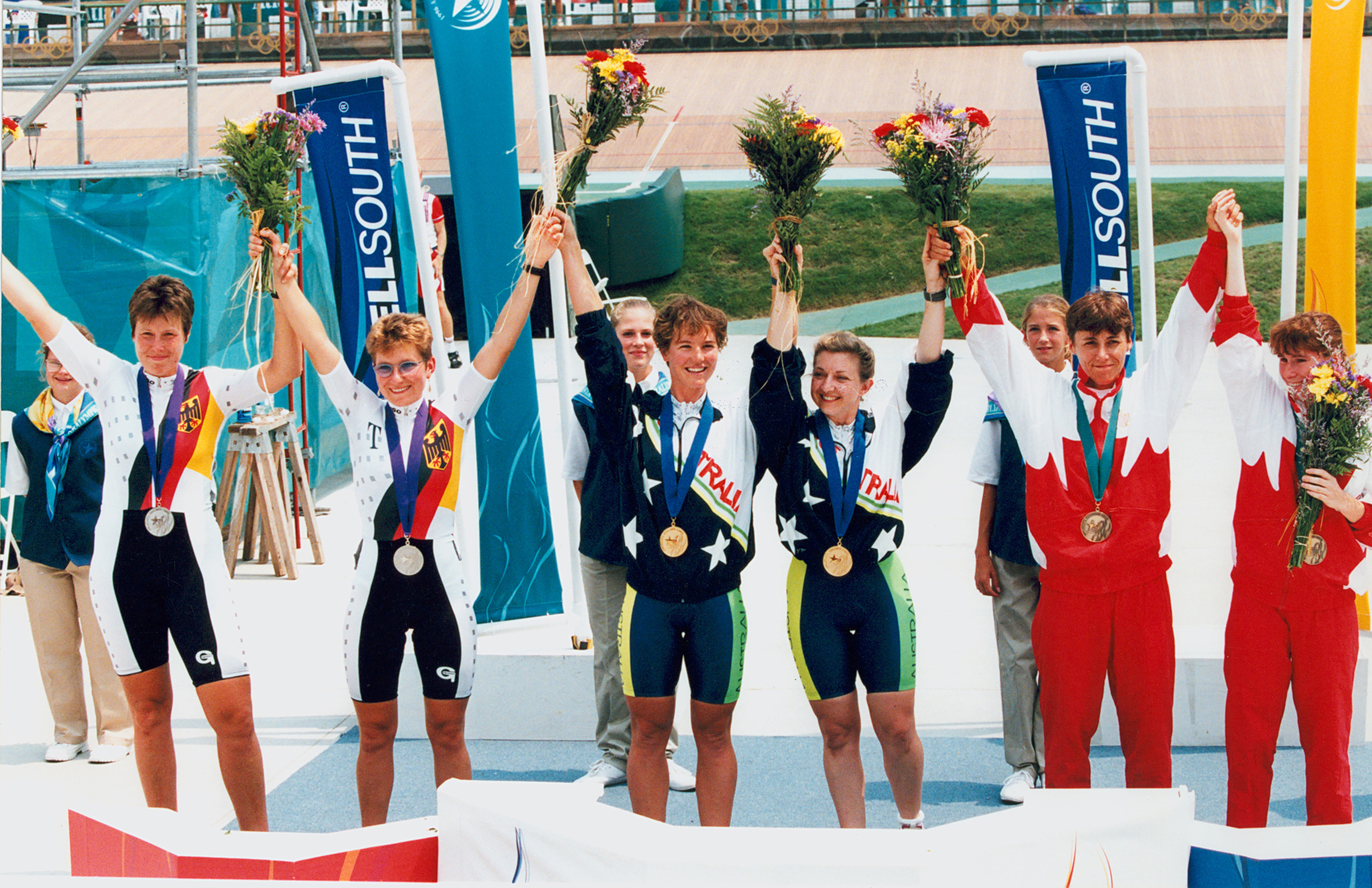
Elfriede Ranz und Ursula Egner (2.v.l.), Silbermedaillen-Gewinner bei den Sommer-Paralympics 1996

Ursula Egner (* 1966 oder 1967) ist eine deutsche Radrennfahrerin.

## Leben
Ursula Egner ist sehbehindert und betrieb Tandemrennfahren als Leistungssport. Sie wurde Mitglied der deutschen Behindertennationalmannschaft und gewann drei Gold- und eine Silbermedaille bei den Radsport-Europameisterschaften 1995 in Altenstadt. Zusammen mit Elfriede Ranz als Pilotfahrerin nahm sie an mehreren Tandemrennen der Paralympischen Sommerspiele 1996 in Atlanta teil. Im Endkampf um die Medaillenränge erreichte das deutsche Tandem im 1000-m-Zeitfahren nach Australien und vor Kanada den zweiten Platz und wurde so Gewinner einer Silbermedaille. Für diesen Erfolg wurden Ursula Egner und Elfriede Ranz vom Bundespräsidenten mit dem Silbernen Lorbeerblatt ausgezeichnet. Sie nahmen außerdem am Verfolgungsrennen und am Straßenrennen über 50/60-Kilometer teil.